# Douce France (film, 1986)
Pour plus de détails, voir Fiche technique et Distribution.
Douce France est un film franco-allemand réalisé par François Chardeaux sorti en 1986.
Le scénario est tiré d'une nouvelle de Michel del Castillo qui s'inspirait elle-même d'un fait réel.

## Synopsis
Frédéric est un adolescent de 16 ans que sa mère a envoyé en 1942 chez ses grands-parents dans un village de Lozère. Il s'intègre bien dans la communauté villageoise et, comme beaucoup des habitants, participe au marché noir. Il se lie d'amitié avec Lise, une jeune femme qui se déclare Alsacienne venue se réfugier dans ce coin apparemment paisible de France. Mais depuis le début on sait qu'elle est en réalité une juive allemande, chanteuse de variété. Un jour, alors qu'elle était parfaitement admise par les villageois dans son identité inventée, son origine allemande est trahie par un vêtement découvert par une femme de chambre, laquelle propage la nouvelle. Cependant le cours de la guerre, favorable à l'occupant, fait qu'elle est tolérée, et Frédéric connaîtra avec elle ses premiers émois amoureux. Mais, à la libération, des villageois opportunistes et lâches décident de s'en prendre à elle en tant qu'Allemande, et c'est en vain qu'elle révèle qu'elle est en fait une juive en fuite : l'un d'eux la viole et la tue d'un coup de carabine. Après le coup de feu, qui fait tout juste sursauter les villageois fêtant la libération, la vie tranquille du village reprend (sur le fond musical de la chanson éponyme de Charles Trenet), presque comme si rien ne s'était passé.

## Distribution
- Hito Jaulmes : Frédéric
- Barbara Rudnik : Lise
- Hanns Zischler : Karl
- Andréa Ferréol : Marthe Maurin
- Patrick Bouchitey : Roland, l'instituteur
- Jacques Nolot : Jeannot
- Paul Le Person : Ludovic, le grand-père de Frédéric
- Maurice Chevit : Jules
- Catherine Jarrett : Simone
- Jean-Claude Lecas : Antoine
- Pierre Plessis : Eugène
- Jacques Lalande : Frère Martin
- Marie Mergey : la grand-mère de Frédéric
- Bernard Freyd : le docteur Goujard
- Bernadette Le Saché :  la mère de Frédéric
- Gérard Durand : le chauffeur de taxi
- Anne-Marie Rubio : une cliente
- Jean Le Mouël : Michel

## Autour du film
- Douce France, la célèbre chanson de Charles Trenet, illustre le générique de fin d'une manière ironique, le ton final du film étant tragique.